# Észak-mujai-hegység
Az Észak-mujai-hegység (oroszul: Северо-Муйский хребет, Szevero-mujszkij hrebet) hegység Oroszországban, Burjátföldön, a Sztanovoj-felföld nyugati felén.
Neve a Muja folyónévből származik.

## Jellemzői
A hegylánc délnyugat–északkeleti irányban, kb. 350 km hosszan terül el, nagyjából párhuzamosan a délebbre fekvő Dél-mujai-hegységgel. Elválasztja egymástól a Felső-angarai-medencét és a Muja–Kuanda-medencét. Legmagasabb pontja 2561 m. Kristályos pala és gránit építi fel.
Jégvájta domborzati formák, meredek lejtők, nagy esésű hegyi folyók jellemzik. A hegyoldalakat daur vörösfenyőből álló tajga borítja. 1300–1500 m felett a ritkás erdőket bozótos, szibériai törpefenyő, majd hegyi tundra váltja fel.
A hegység déli részén át vezet a Bajkál–Amur-vasútvonal, melyhez 2003 végén készült el az észak-mujai alagút. Ez Oroszország leghosszabb vasúti alagútja (15 343 m).